# The Dream (Roko Blažević-dal)
A The Dream (magyarul: Az álom) Roko Blažević horvát énekes dala, amellyel  Horvátországot képviselte a 2019-es Eurovíziós Dalfesztiválon Tel-Avivban. A dalt angol és horvát nyelven adják elő. Az indulás jogát a 2019. február 16-án rendezett horvát nemzeti döntőben, a Dora-ban nyerte el, ahol a zsűri és a nézői szavazatok együttese alakította ki a végeredményt.

## Eurovíziós Dalfesztivál
2019. január 17-én jelentették be, hogy Roko Blažević bekerült a horvát eurovíziós válogató, a Dora 2019 tizenhat fős mezőnyébe a The Dream című dallal. Az énekes tizenegyedikként állt színpadra a döntőben, amit összesítve 24 ponttal meg is nyert, így ő képviselheti hazáját a 2019-es Eurovíziós Dalfesztiválon, Izraelben. A dal szerzői Andrea Ćurić, Charlie Mason és Jacques Houdek, utóbbi 2017-ben képviselte Horvátországot a dalversenyen.
Az Eurovíziós Dalfesztiválon a dalt a május 16-i második elődöntőben adták elő, a fellépési sorrendben tizedikként, az osztrák PÆNDA Limits című dala után, és a máltai Michela Chameleon című dala előtt. A szavazás során 64 ponttal a tizennegyedik helyen végzett, így végül nem jutott tovább a május 18-i döntőbe.

## Slágerlistás helyezések
| Slágerlista (2019)       | Legjobb helyezés |
| ------------------------ | ---------------- |
| Horvátország (HR Top 40) | 1.               |

## Külső hivatkozások
- Dalszöveg (angol, horvát nyelven)
- A dal előadása a horvát nemzeti döntőben. YouTube-videó, Hrvatska radiotelevizija, 2019. február 16.
- A dal videóklipje. YouTube-videó, Eurovision Song Contest, 2019. április 11.
- A dal előadása az Eurovíziós Dalfesztivál második elődöntőjében. YouTube-videó, Eurovision Song Contest, 2019. május 16.